# Free Woman
Free Woman – utwór muzyczny amerykańskiej piosenkarki i autorki tekstów Lady Gagi, który został nagrany w ramach szóstego albumu studyjnego piosenkarki – Chromatica. Piosenka została napisana przez Gagę i Burnsa oraz producentów: BloodPopa, Axwella oraz Klahra. Jest to utwór w stylach eurodance i eurohouse z dużą dozą inspiracji muzyką lat 90. XX wieku. Tekst utworu odnosi się do przeżyć piosenkarki, która w kompozycji otwiera się na temat radzenia sobie z zespołem stresu pourazowego, którego Gaga uświadczyła po molestowaniu seksualnym przez producenta muzycznego w 2005 roku. Artystka chciała również stworzyć piosenkę dla jej fanów ze społeczności LGBT i napisała „Free Woman” z myślą o transpłciowej społeczności. Tekst piosenki mówi o odzyskiwaniu swojej tożsamości i odpowiada na pytanie „co to znaczy być kobietą?”. Wielu krytyków muzycznych wyróżniło tę piosenkę, ze względu na jej silny i budujący tekst, a niektórzy określili jej produkcję za niewyróżniającą się.
Demo utworu wyciekło w dobrej jakości kilka tygodni przed wydaniem albumu. 28 sierpnia 2020 został wydany remiks „Free Woman” skomponowany przez DJ-kę Honey Dijon, jako prezent z okazji ostatniego odcinku podcastu Gagi na Apple Music o nazwie „Gaga Radio”.

## Geneza i nagrywanie

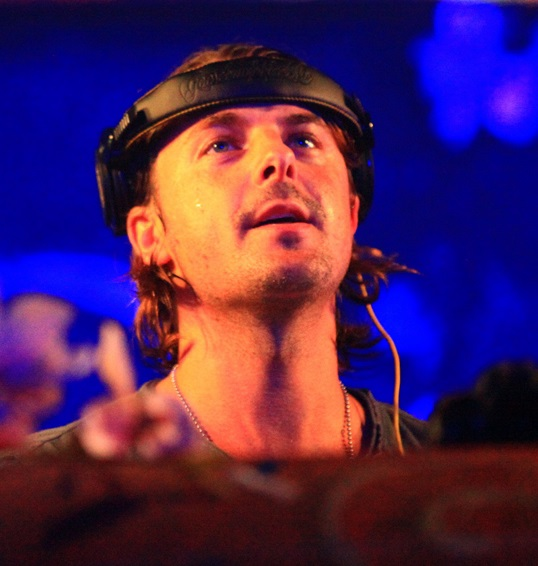
Axwell był jednym z autorów i producentów „Free Woman”.

„Free Woman” zostało napisane przez Gagę, Burnsa i producentów piosenki, którymi są BloodPop, Axwell oraz Klahr. Axwell ujawnił, że bardzo lubił wczesną wersję piosenki, którą Gaga stworzyła z BloodPopem i „wyobraził sobie ją graną w nowojorskich klubach w latach 90.”, gdy ją usłyszał po raz pierwszy. Klahr dodał, że „wzmocnili brzmienie piosenki tak, żeby jeszcze bardziej nawiązywała do lat 80. i 90. oraz dodali [ich] klimat, aby zobaczyć jak [oni] mogą to ulepszyć, zachowując przy tym duszę piosenki” i „z bujnymi wokalami Gagi na wierzchu, [oni] chcieli stworzyć rytm piosenki, który będzie idealny do grania w klubach”.
Gaga wyjaśniła, że była w gorszym okresie myślenia podczas pisania tej piosenki, „myślenie czasami, że [ona] kiedyś umrze… więc [ona] powinna powiedzieć to co jest ważne”, i finalizowanie tej piosenki pomogło jej usunąć to myślenie, mówiąc, że „teraz słucham tego i wiem, że będę żyć”. Podczas wywiadu z Zane’em Lowe’em dla Apple Music, Gaga opowiedziała o bardzo prywatnej genezie tej piosenki:

Byłam molestowana seksualnie przez producenta muzycznego. To spotęgowało moje wszystkie uczucia o życiu, o świecie, o przemyśle muzycznym, co muszę dać w zamian, aby dojść do tego gdzie teraz jestem. Musiałam to tu umieścić. I kiedy jestem w stanie świętować to, mówię «Wiesz co?» (…) Nie będę już określać samej siebie jako ofiarę molestowania. Jestem po prostu osobą, która umie przyznać, że przeszła przez pojebane rzeczy.

Gaga również ujawniła, że „Free Woman” zostało napisane z myślą o transpłciowej społeczności. Ona chciała potwierdzić swoją siłę w tej piosence, ale też świętować to jak społeczność LGBT pomogła jej w poradzeniu sobie z zespołem stresu pourazowego. Gaga ponadto dodała, że chciała nazwać cały album Free Woman, ale nazwała go Chromatica, gdyż „nadal ma problem w [byciu wolną kobietą]”.

## Kompozycja
Często rozmyślam dlaczego wybrałam, aby wyrazić swoją kobiecość w tej piosence. Uświadomiłam sobie, że te rozmyślania były bezcelowe. Kobieta może być równoznaczna z każdym kreatywnym zajęciem. Jestem dumna z mojej macicy, z twojej też i jestem dumna z tych, które urodziły się bez niej. Każda płeć ma duszę macicy.

„Free Woman” jest utworem eurodance oraz eurohouse z elementami acid house i disco, który był zainspirowany muzyką lat 90. XX wieku. Leah Greenblatt z „Entertainment Weekly” opisała utwór jako „piosenkę o średnim tempie i gospelowym rytmie”. Alexandra Pollard z „The Independent” znalazła podobieństwo między „Free Woman” a „Love is Free” od Robyn & La Bagatelle Magique, gdzie Salvatore Maicki z magazynu „Nylon” porównał ją do muzyki La Bouche.
Piosenka ma na celu odpowiedzieć na pytanie „co to oznacza bycie wolną kobietą?” i mówi o tym, że nie potrzeba być z mężczyzną, aby przetrwać. Piosenkarka deklaruje, że może czuć się wolna sama ze sobą i „zwycięsko idzie naprzód”, śpiewając „Dalej jestem kimś, nawet bez faceta / Jestem wolną kobietą”. Annie Zaleski z tygodnika „Time” napisała, że piosenka jest o odzyskiwaniu „tożsamości i płci po molestowaniu seksualnym”, zaś Laura Alvarez z magazynu „Forbes” opisała tekst utworu jako „walkę o szczęście z przeciwnościami losu”. Carl Wilson ze „Slate” uznał, że piosenka „odnosi się do Stefani Germanotty sprzed ery The Fame w Nowym Jorku” przez wers „Idę przez śródmieście, słyszę mój dźwięk / Nikt mnie jeszcze nie zna, nie teraz”.

## Wydanie i remiks

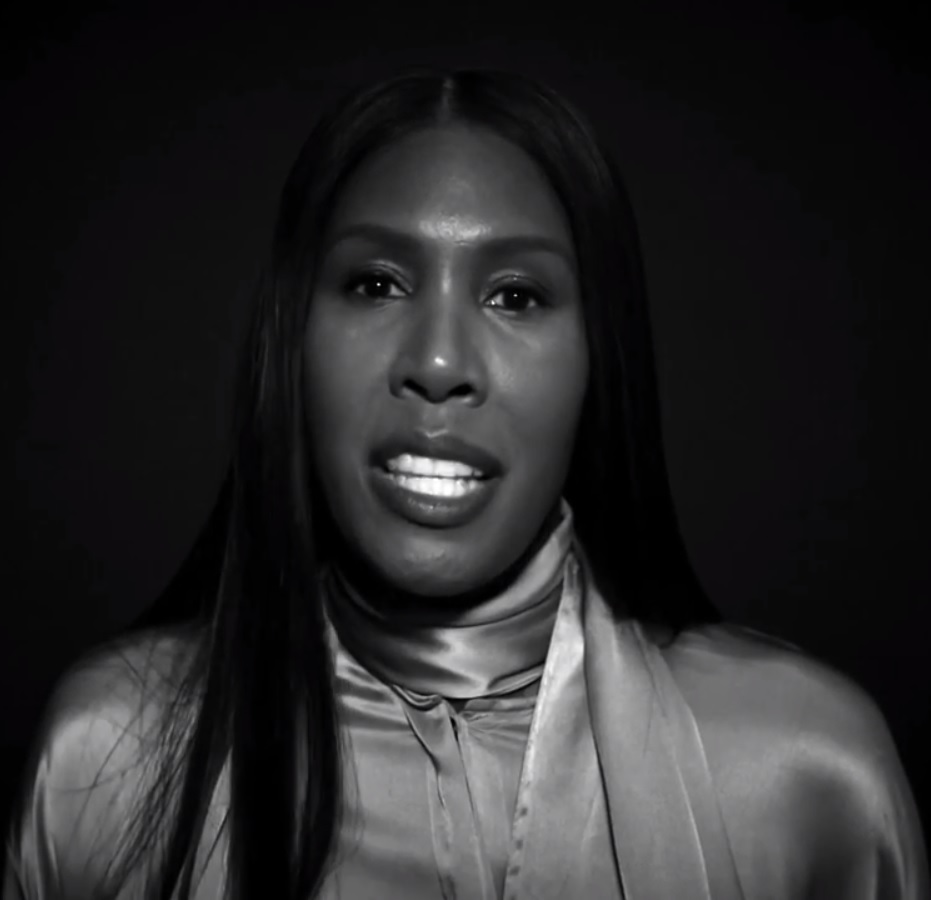
W sierpniu 2020 roku został wydany remiks Honey Dijon. DJ-ka była zainspirowana gatunkiem Chicago house podczas remiksowania utworu.

7 maja 2020 roku do sieci wyciekła wczesna wersja utworu w dobrej jakości, stając się trendującym tematem na Twitterze. Wyciek został opanowany szybko przez Interscope Records. Trzy dni przed wydaniem albumu, Gaga opublikowała obraz promocyjny na jej mediach społecznościowych, na którym była napisana część tekstu utworu „To jest mój parkiet / O który walczyłam”, z podpisem „To jest wiadomości z Chromatici”. 29 maja 2020 roku Chromatica została wydana, gdzie „Free Woman” jest piątą piosenką z listy utworów.
28 sierpnia 2020 roku remiks „Free Woman” stworzony przez Honey Dijon został wydany jako prezent z okazji zakończenia cotygodniowego podcastu Gagi na Apple Music, który nazywał się „Gaga Radio”. Mówiąc o współpracy z piosenkarką, Dijon powiedziała „Podchodzę do większości ludzi, z którymi pracuję, bardziej z kulturowych powodów, niżeli komercyjnych priorytetów. Bo myślę, że Gaga zawsze tworzyła klubową muzykę i mówiła o społeczności LGBT, i zawsze ją wspierała, i większość jej muzyki było zainspirowane przez kluby”. Dijon oryginalnie była poproszona o zremiksowanie kolaboracji Gagi z Grande „Rain on Me”, ale poczuła, że będzie jej łatwiej z „Free Woman”, bo wyobraziła sobie multikulturową klubową atmosferę dla jej wersji piosenki. Wybierając tytuł „Realness Remix”, chciała oddać honor dla różnorodnej klubowej społeczności. Pochodząca z Chicago DJ-ka również uznała, że remiks będzie idealną okazją do pokazania stylu Chicago house dużej liczbie ludzi.

## Lista utworów
| Digital download / media strumieniowe | Digital download / media strumieniowe          | Digital download / media strumieniowe |
| Nr                                    | Tytuł utworu                                   | Długość                               |
| ------------------------------------- | ---------------------------------------------- | ------------------------------------- |
| 1.                                    | „Free Woman” (Honey Dijon Realness Remix Edit) | 3:31                                  |
| 2.                                    | „Free Woman” (Honey Dijon Realness Remix)      | 6:46                                  |

## Personel
- Lady Gaga – wokale, tekst
- Axwell – tekst, produkcja, gitara basowa, bębny, gitara, keyboardy, perkusja
- BloodPop – tekst, produkcja, gitara basowa, bębny, gitara, keyboardy, perkusja
- Johannes Klahr – tekst, produkcja, gitara basowa, bębny, gitara, keyboardy, perkusja
- Alexander Ridha – tekst
- Scott Kelly – inżynieria miksowania
- Benjamin Rice – miksowanie
- Tom Norris – miksowanie

Źródło:.

## Notowania
| Terytorium        | Notowanie                  | Pozycja | Źr.    |
| ----------------- | -------------------------- | ------- | ------ |
| Australia         | Top 50 Singles             | –       | [ 25 ] |
| Francja           | Top Singles                | 143     | [ 26 ] |
| Kanada            | Canadian Hot 100           | 80      | [ 27 ] |
| Litwa             | Singlų Top 100             | 89      | [ 28 ] |
| Nowa Zelandia     | Hot 40 Singles             | 6       | [ 29 ] |
| Portugalia        | Portugese Singles Chart    | 100     | [ 30 ] |
| Stany Zjednoczone | Bubbling Under Hot 100     | 2       | [ 31 ] |
| Stany Zjednoczone | Hot Dance/Electronic Songs | 10      | [ 32 ] |
| Stany Zjednoczone | Rolling Stone Top 100      | 92      | [ 33 ] |
| Szwecja           | Sverigetopplistan          | 93      | [ 34 ] |

## Historia wydania
| Obszar     | Data             | Format                                                                        | Wersja             | Wytwórnia  | Źr.           |
| ---------- | ---------------- | ----------------------------------------------------------------------------- | ------------------ | ---------- | ------------- |
| Cały świat | 29 maja 2020     | digital download · media strumieniowe · CD · kaseta · winyl – utwór w albumie | oryginał           | Interscope | [ 21 ] [ 35 ] |
| Cały świat | 28 sierpnia 2020 | digital download · media strumieniowe                                         | remiks Honey Dijon | Interscope | [ 22 ]        |